# 孫賁
孫賁（?—210年），字伯陽，吳郡富春（今杭州富陽）人。孫堅兄孫羌之子，東漢末東吳勢力宗室。

## 生平
孫賁父母早死，弟弟孫輔還是嬰孩，孫賁獨力養育孫輔，大家都很親愛對方。
孫賁初時是郡督郵守長，後來孫堅於長沙起兵，孫賁就棄官跟隨孫堅。後來孫堅戰死，孫賁統領孫堅部眾扶送靈柩。
後來袁術遷移到壽春，孫賁前去依附。袁紹任命會稽人周昂為九江太守，袁術大怒，派遣孫賁攻擊周昂，並於陰陵擊破他。袁術於是表孫賁領豫州刺史，轉丹楊都尉，行征虜將軍，參與討平山越。袁術佔據壽春後，揚州刺史劉繇遷至曲阿，並驅逐孫賁，孫賁惟有退還歷陽。不久，袁術命孫賁與吳景聯手攻擊劉繇部將樊能、張英等人，未能擊破。孫策後來到江東，幫助孫賁等人擊破張英、樊能，並且追擊劉繇，劉繇敗走豫章。
建安二年（197年），袁術於壽春稱帝，當時孫策遣回孫賁和吳景向袁術報告。袁術任命孫賁為九江太守，孫賁不從，拋棄妻兒回到江南。孫賁到時，孫策已平定吳郡和會稽，並與孫策在建安四年（199年）征伐廬江太守劉勳及江夏太守黃祖，回軍時知道劉繇病死，於是又平定豫章，由孫賁領豫章太守，後來封都亭侯。
建安十三年（208年），劉隱奉詔拜孫賁為征虜將軍，繼續領豫章太守。曹操平定荆州时，孙贲畏惧，想送儿子给曹操为质，被朱治劝止。在職第十一年，孙权从豫章分出鄱阳郡，以步骘为太守，孙贲抗命未果，同年逝世。

## 親屬

### 父親
- 孫羌，孫堅兄。

### 叔父
- 孫堅，長沙太守，隨漢軍討伐黃巾賊，後再討董卓時斬殺華雄擊退呂布，率先進入洛陽。子孫權稱帝追尊為武烈皇帝。
- 孫靜，孫堅弟，孫堅死後，跟隨孫策繼續打江東，打江東時孫策無法攻克城池，孫靜獻計讓孫策攻下城池。後江東平定在家病逝。

### 兄弟
- 孫輔，孫賁弟，東漢末年東吳勢力將領。

### 堂弟
- 孫策，孫堅長子，領兵平定江東，奠下東吳基礎。弟孫權稱帝追尊為長沙桓王。
- 孫權，孫堅次子，孫策死後繼而執掌江東，222年拜吳王，229年稱帝。
- 孫翊，孫堅三子，偏將軍領丹楊太守，204年遭部下邊鴻所殺害。
- 孫匡，孫堅四子，孫策打下江東後，曹操聞之便以弟之女嫁配給孙匡。

### 子女
- 孫鄰，孫賁長子，三國時東吳將領，官至威遠將軍，鎮守夏口一帶。
- 孫安
- 孫熙
- 孫績
- 孫氏，嫁給曹操的兒子曹彰，可能有子曹楷。

### 孫代
- 孫震，孫鄰子，無難督。晉滅吳之戰時任護軍[1]，為周浚等諸晉將擊敗，與張悌一同戰死。[2]
- 孫苗，孫鄰子，父親逝後襲其爵位。
- 孫旅，孫鄰子。
- 孫述，孫鄰子，曾為武昌督，平荊州事。
- 孫諧，孫鄰子，城門校尉。
- 孫歆，孫鄰子，樂鄉督。晉滅吳之時於樂鄉為晉將周旨所俘後處死。[3]
- 孙寒华，女道士。《真诰》记载为孙贲孙女，父或为孙熙。

### 曾孙
- 孙惠，东晋临湘县公。未载其父及祖父为何人，於《晉書》有傳。

## 延伸阅读
[在维基数据编辑]
 《三國志·卷51》，出自陳壽《三國志》